# Can-Linn
Can-Linn – irlandzki zespół muzyczny, reprezentant Irlandii (wraz z Kasey Smith) podczas 59. Konkursu Piosenki Eurowizji (2014).

## Konkurs Piosenki Eurowizji
W 2014 wraz z Kasey Smith zespół został wybrany reprezentantem Irlandii podczas 59. Konkursu Piosenki Eurowizji z kompozycją „Heartbeat”, którą napisali Jonas Gladnikoff, Rasmus Palmgren oraz Patrizia Helander. Trio autorów uzupełnione o Hazel Kaneswaran odpowiadało także za skomponowanie utworu. Piosenka została wydana nakładem HK Records i dotarła do 39. miejsca w zestawieniu Top 100 Singles. 8 maja reprezentanci wystąpili z dziewiątym numerem startowym w drugim półfinale konkursu i nie zakwalifikowali się do sobotniego finału, zajmując ostatecznie dwunaste miejsce i zdobywając 35 punktów od telewidzów i jurorów.

## Single
| Rok  | Tytuł                            | Najwyższa pozycja na liście |
| Rok  | Tytuł                            | IRL                         |
| ---- | -------------------------------- | --------------------------- |
| 2014 | „Heartbeat” (wraz z Kasey Smith) | 39                          |